# ウィルソン桟橋の戦い
ウィルソン桟橋の戦い（ウィルソンさんばしのたたかい、英: Battle of Wilson's Wharf、またはポカホンタス砦の戦い、英: Battle of Fort Pocahontas）は、南北戦争の4年目に入った1864年5月24日、北軍ユリシーズ・グラント中将のオーバーランド方面作戦の中で、南軍ロバート・E・リー将軍の北バージニア軍と対抗した戦闘である。
南軍フィッツヒュー・リー少将の騎兵師団（約2,500名）が、バージニア州チャールズシティの東、ジェームズ川沿いのウィルソン桟橋にあった北軍の補給所を攻撃した。しかし、そこに砦を建設中だったエドワード・A・ワイルド准将の指揮する、アメリカ合衆国有色人部隊のアフリカ系アメリカ人2個連隊（約1,100名）に撃退されることになった。砦は後にポカホンタス砦と命名された。この戦闘はロバート・E・リーの北バージニア軍がアフリカアメリカ人の部隊と初めて対戦した戦闘となった。

## 背景
ワイルドは医師、かつ熱心な奴隷制度廃止運動家であり、1862年のサウス山の戦いで左腕を失っていた。その傷から快復したワイルドは、ワイルドのアフリカ人旅団と呼ばれる元奴隷の部隊を立ち上げた。1863年から1864年の冬、ワイルドはノースカロライナ州の海岸にこの部隊を率いて遠征を行い、18世紀初期以来アフリカ人奴隷に慣れてきていた土地の白人を恐れさせた。
ワイルドの旅団は1864年5月にバージニア州で上陸し、ベンジャミン・フランクリン・バトラー少将の指揮したバミューダ・ハンドレッド方面作戦のために、供給線を守る一連の前進基地として、ウィルソン桟橋の所に砦の建設を始めた。この桟橋はジェームズ川の戦略的な屈曲部にあり、高い崖の下にあり、元アメリカ合衆国大統領だったジョン・タイラーの家があるシャーウッドの森からは2マイル (3 km) にあった。この時までにワイルドの部隊は南部人の間に怖がらせる評判を得ていた。ワイルドのその後の行動は南部人全体にさらなる警告を与えていた。その兵士達は解放され徴募された奴隷であり、その奴隷に厳しくあたっていたという評判のあるプランテーション所有者をある場合には笞で打ったこともあった。リッチモンドの新聞はこれらの行動を非難し、ジェファーソン・デイヴィス大統領の政府に対してはワイルドの破壊行為を止めさせるよう激しい圧力を掛けていた。
デイヴィスの軍事補佐官ブラクストン・ブラッグ将軍は政治的な圧力に屈し、フィッツヒュー・リーの騎兵師団に「この巣を破壊し、その文明化されていないやり方を止めさせる」という命令を出した。リーの叔父であるロバート・E・リーがユリシーズ・グラントとノースアンナの戦い（5月23日-26日）を戦っている間、フィッツヒュー・リーは騎兵3個旅団の1部とサウスカロライナ第5騎兵連隊（約2,500名と大砲1門）を率い、アトリーのステーションから40マイル (64 km) 行軍し、ウィルソン桟橋に到着した。南軍の将軍は野次馬のような戦闘を予測していたが、ポカホンタス砦の守備隊は戦闘を予測して準備が出来ていることが分かった。
ワイルドは1,100名の兵士と大砲2門を指揮していた。北軍はアメリカ合衆国第1有色人部隊と同第10部隊の4個中隊からできていた。守備側でニューヨーク第1砲兵隊M大隊が唯一の全て白人よりなる部隊だった。砲艦のUSSドーンがジェームズ川におり、砦の守備隊を支援する砲撃を行うことができた。砦は北向きの三日月形をしており、長さは約0.8マイル (1.3 km)、桟橋に向かう道路に跨っていた。西の端は崖に、東の端はケノン・クリークの支流に当たっており、側面からの攻撃はできなかった。前面は深く広い壕と逆茂木で保護されていた。

## 戦闘
5月24日正午ごろ、砦から北に約1マイル (1.6 km)、チャールズシティ道路近くに張り付いていた北軍哨戒部隊に対してリーの部隊が突撃して追い散らした。午後1時半までに砦が取り囲まれ、リーが休戦の旗を持たせた士官2人を送り、守備隊の降伏を要求する伝言を伝えさせた。リーは、黒人兵がリッチモンドに連れていかれて戦争捕虜として待遇されることを約束したが、降伏しない場合は「その結果について保証できない」と伝えさせた。ワイルドとその部隊は、兵士の幾らかが元の主人の所に戻り、他の者は反乱罪で州当局から裁かれることになることを意味していると解釈した。ワイルドは文書で返事をし、「我々はやってみる」と伝え、2人の士官には口頭で「貴方達ができるなら砦を取ってみろ」と告げた。
リーは2方向から攻撃の作戦を立てた。ウィリアムズ・C・ウィッカム准将の旅団が砦の東に動き、ケノン・クリークの谷に隠れた。ウィッカムの攻撃から北軍の気を逸らすために、ジョン・ダノバント大佐のサウスカロライナ第5騎兵連隊が砦の西で示威行動を行った。ダノバント隊は壕と逆茂木まで進んだが激しい銃火で後退させられた。ウィッカム隊は開けた野原を横切って突進し、マスケット銃、10ポンドパロット砲2門からのキャにスター弾、さらに砲艦ドーンからの砲撃の組み合わせに迎撃された.。
リーが砦の防御の中で弱点と見ていたところに、蒸気船ジョージ・ワシントンで北軍の援軍が午後4時ごろに到着し、アメリカ合衆国第10有色人部隊の4個中隊を運んできた。リーは部隊にチャールズシティ・コートハウスまでの後退を命じ、翌朝はアトリーのステーションまで後退させた。

## 戦いの後
この中断された攻撃で、約200名の南軍兵が戦死または負傷した。北軍は戦死6名と負傷40名だった。アフリカ系アメリカ人兵士数人が捕虜になった。そのうち幾人かは銃で射殺され、1人はリッチモンドの元の主人のもとに送られた。実質的にこの戦闘で戦争全体に対してはほとんど影響が無かったが、北軍はこれを勝利だと宣伝した。北バージニア軍と黒人兵の間で初めてのそこそこの戦闘であり、勢力の大きな敵軍に対して黒人兵が防衛線をうまく戦ったものになった。南部人は、圧倒的にアフリカ系アメリカ人兵の多い敵部隊に対する敗北を認めようとしなかった。砲艦6隻と、かなりの数の白人兵が戦闘に関わったと主張していた。フィッツヒュー・リーの報告書では、投入した戦力と損失の数を過小に報告していた。